# Patrizia Barbieriová
Patrizia Barbieriová (* 8. května 1960 Cremona) je italská právnička a politička.

## Život
Narodila se v italské Cremoně a promovala na univerzitě v Parmě. Advokátní kancelář má společně s některými partnery v Piacenze, kde pracuje jako právnička pro občanské právo. Bydlí ve městě Castelvetro Piacentino. Je vdaná a má dvě dcery. Barbieri působila jako starostka Piacenzy od 27. června 2017.
Dne 4. března 2020 oznámila, že byla pozitivně testována na SARS-CoV-2.